# Dylatometria
Dylatometria – dział fizyki, który zajmuje się metodami pomiaru rozszerzalności cieplnej ciał. Dylatometria prowadzi badania zależności rozmiarów ciał od warunków zewnętrznych. Głównym narzędziem pomiarowym tej rozszerzalności jest dylatometr.